# 설씨녀
설씨녀(薛氏女, ?~?)는 신라의 인물로, 진평왕 때의 사람이다.

## 내용
설씨녀는 경주 율리에 살던 용모가 단정하고 행동이 바른 사람이었다. 그런데 어느 날 설씨녀의 아버지가 국경을 지키는 일에 징발되어 가야 했다. 설씨녀는 몸이 아픈 아버지 대신 나가려고 하였으나 여자의 몸으로는 그러지 못하였고 걱정만 하였다. 이때 평소에 설씨녀를 흠모하던 사량부 출신의 가실이 자신이 대신 가겠다고 했다. 그러자 아버지는 가실을 설씨녀와 결혼하게 하겠다고 약속을 하였다. 그러나 설씨녀가 말했다.
"혼인은 인간의 중요한 도리이므로 갑작스럽게 할 수는 없습니다. 제가 이미 마음으로 허락하였으니 죽어도 변함이 없을 것입니다. 바라건대 당신께서 변방 지키는 일을 교대하고 돌아오시면 그런 후에 날을 잡아 혼례를 올려도 늦지 않을 것입니다."라고 말하고는 거울을 둘로 쪼개어 각각 한 조각씩 가져 신표로 가지자고 하였다. 또한 가실은 자신이 기르던 말을 한 필 주면서 반드시 쓸 일이 있을 것이라 일렀고, 결국 둘은 작별하고 떠났다.
본래 군역은 3년이었으나, 나라에 전투가 벌어져 다른 사람으로 교대하지 못하고, 어느새 6년이 흘렀다. 이에 설씨녀의 아버지는 3년이 훨씬 지났다면서 다른 이와 혼인하게 하려 하였으나, 그는 신의를 저버릴 수 없다며 거절하고 도망치려 했으나 잡히고 말았다. 그리고 마구간에 가실의 말이 눈에 들어오자, 크게 탄식하고는 눈물을 뚝뚝 흘렸다. 이때, 가실이 야위고 남루한 모습으로 집안으로 들어왔다. 집안에 있던 모든 사람들은 가실이 아니라고 하자, 가실은 깨진 유리 한쪽을 던졌다. 설씨녀가 이를 맞추어 보자 흐느껴 울었고, 아버지와 집안 사람 모두가 기뻐하여 어쩔 줄을 몰랐다. 마침내 설씨녀와 가실은 혼인을 하여 해로했다.

## 전기 자료
- 《삼국사기》 권48, 〈열전〉8, 설씨녀